# Tavor X95
IWI X95 (ранее известная как Micro-Tavor, MTAR или MTAR-21) — израильская штурмовая винтовка в компоновке булл-пап, разработанная и производимая компанией Israel Weapon Industries (IWI) как часть семейства винтовок Tavor, наряду с TAR-21 и Tavor 7. IWI US предлагает винтовку только в полуавтоматической конфигурации под названием Tavor X95.
В ноябре 2009 года X95 был выбран в качестве будущего стандартного оружия израильской пехоты..

## Конструкция
X95 можно легко отличить от TAR-21 (а также от CTAR-21, STAR-21 и GTAR-21) по расположению рукоятки заряжания. Рукоятка заряжания у X95 находится ближе к пистолетной рукоятке, а у TAR-21 рукоятка заряжания — ближе к дульному срезу. X95 также имеет изменённый приклад и защёлку магазина рядом с пистолетной рукояткой.
С помощью относительно простого комплекта для переоборудования X95 можно преобразовать из штурмовой винтовки калибра 5,56 мм в пистолет-пулемёт калибра 9 мм. Также можно прикрепить глушитель как часть комплекта для переоборудования на 9 мм или как часть сменного цевья, которое объединяет дульный тормоз, глушитель и цевье. У X95 также есть собственный подствольный гранатомет X95 GL 40. Снятая с производства модель X95-GL имела возможность установки гранатомета M203 на удлиненный ствол с насечками.
В калибре 9 мм X95 использует систему со свободным затвором для циклического переключения боеприпасов, в то же время используя тот же корпус, что и система газовой винтовки. Он использует магазины Colt 9mm SMG. Возможно установка глушителя, позволяющий использовать как сверхзвуковые, так и дозвуковые патроны. Ствол такой же длины, как и у винтовочной компоновки, но имеет масштаб 1 к 10 в повороте нарезов для стабилизации тяжелого 9-мм патрона.
По состоянию на весну 2020 года все новые X95 производства НАТО калибра 5,56 × 45 мм были модернизированы с помощью противооткатного механизма .300 AAC Blackout.
По сравнению с 890мм карабином M4 (с выдвинутым прикладом) с 368 мм стволом, Х95 имеет общую длину в 580 мм, 640 мм, или 670 мм, при длине ствола в 330 мм, 380 мм или 419 мм соответственно.

## Варианты

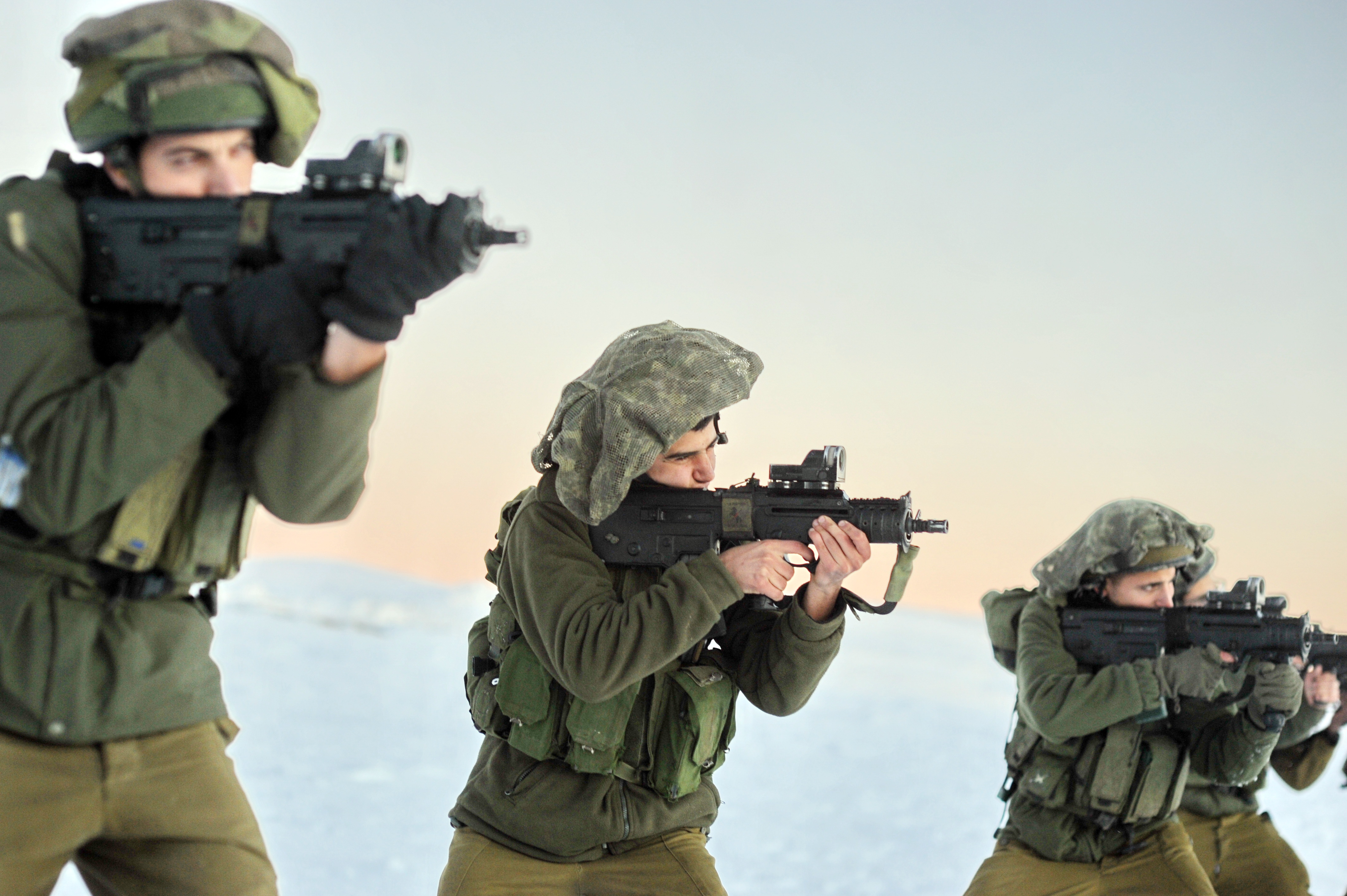
Солдаты ЦАХАЛа с X95 на горе Хермон

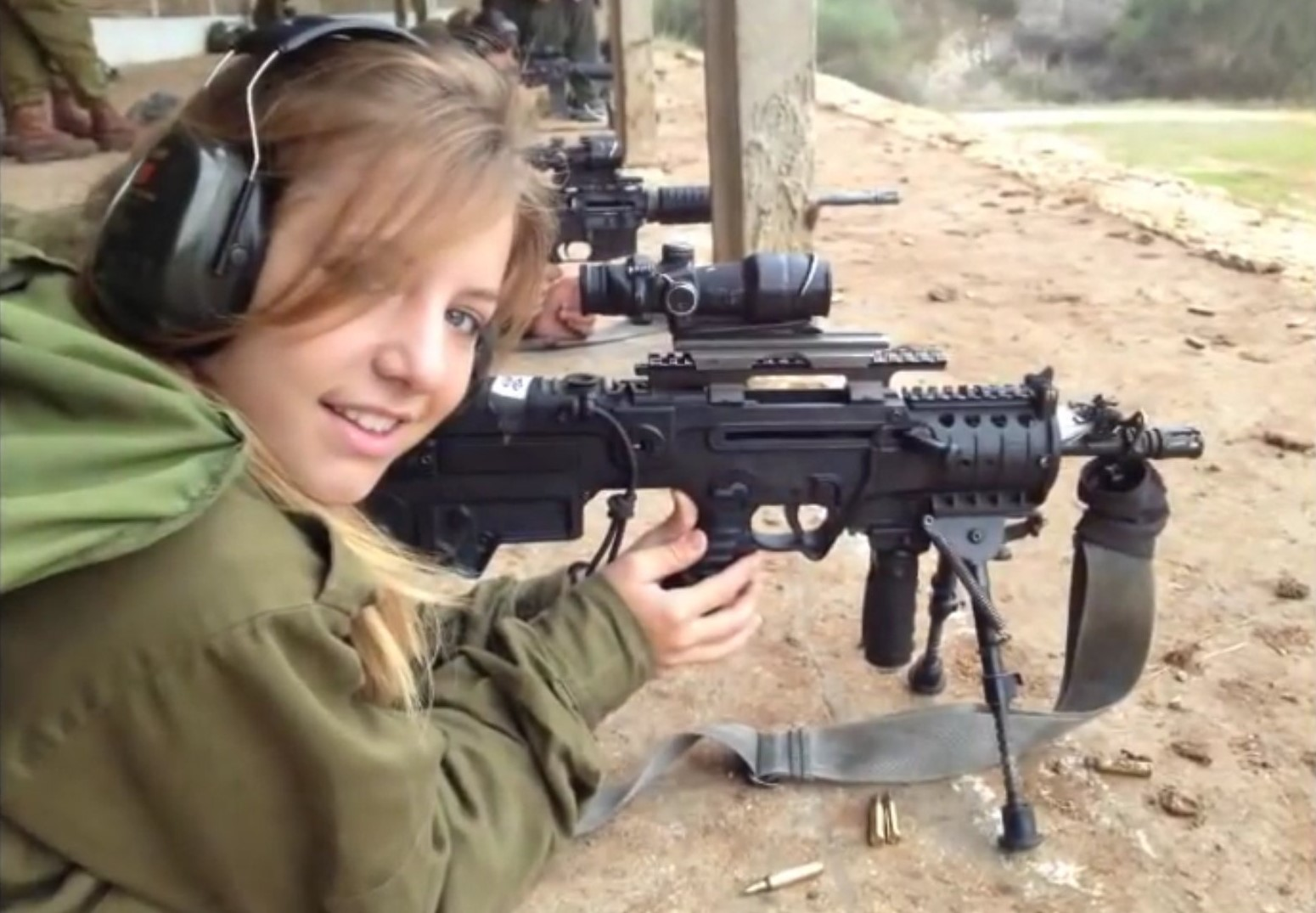
X95-L используется во время обучения прапорщиков в Армии обороны Израиля.

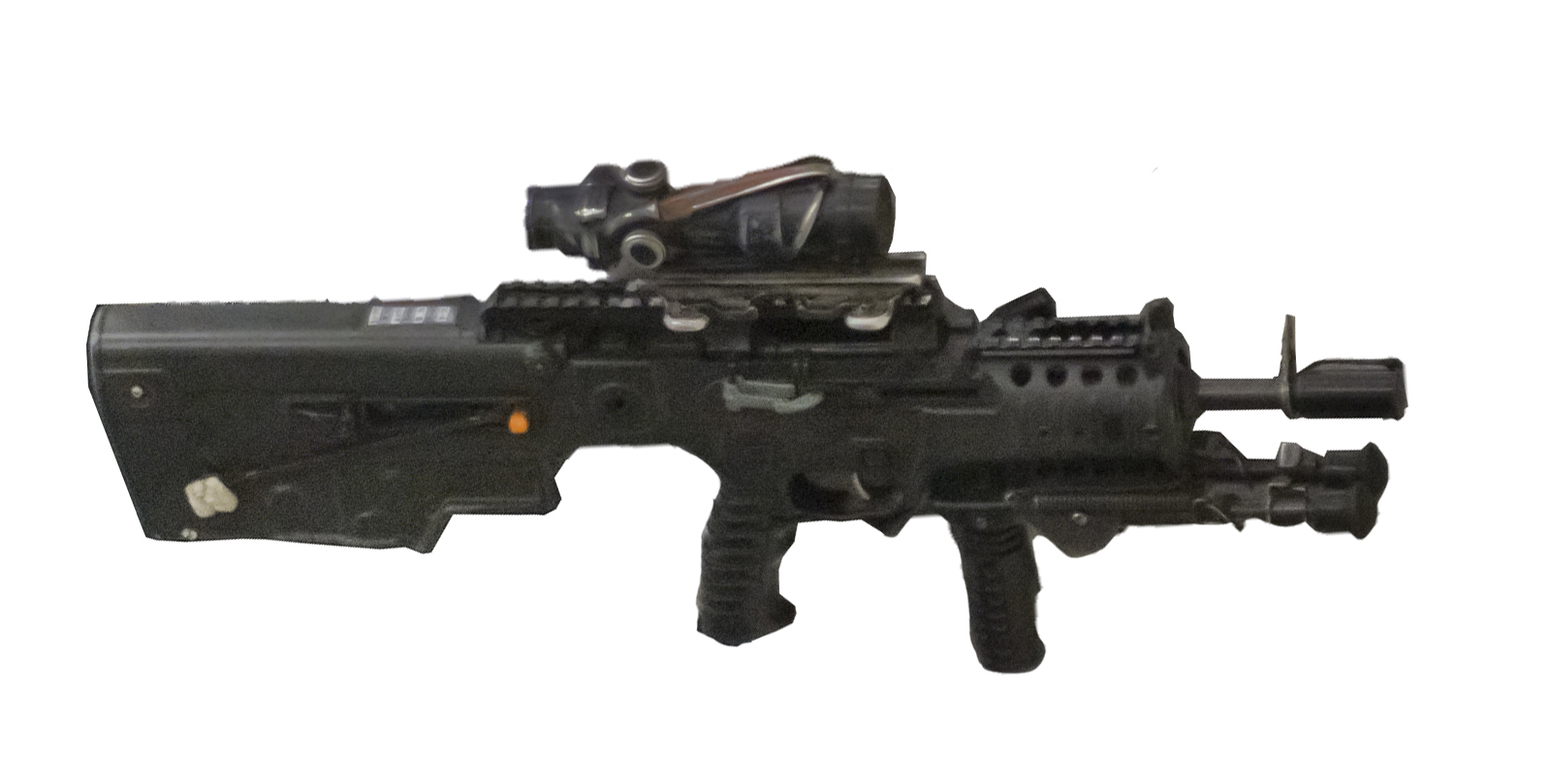
Вид справа на X95-L

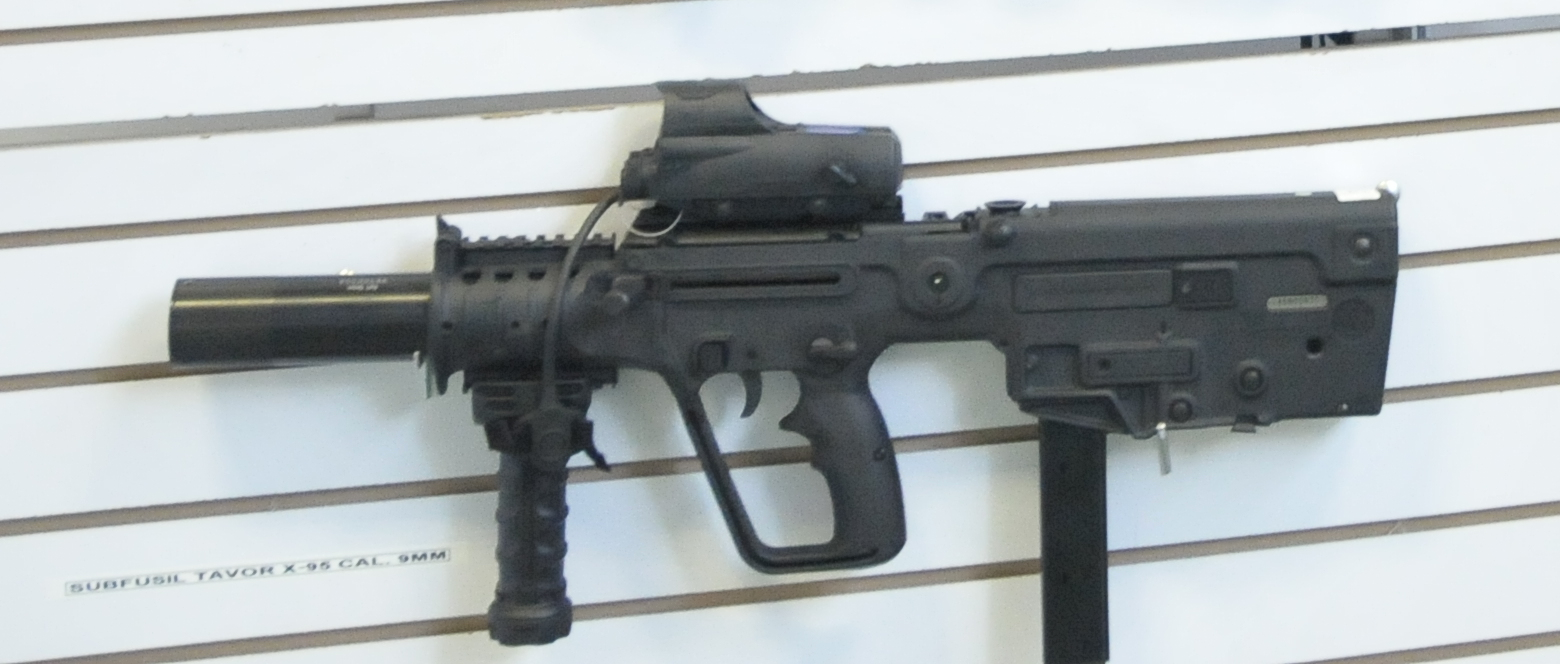
Вид слева на X95-S SMG.

В настоящее время[когда?] для X95 доступно три различных цевья: первое имеет закругленную форму, поэтому на него можно установить глушитель внутри цевья, и в настоящее время доступно только для военных; второй прямоугольный со встроенными направляющими в положениях «3 часа», «6 часов» и «9 часов» со съёмными крышками направляющих; а третий — удлинённая версия второго, сделанная для IWI US Tavor X95s. Закруглённое цевье изначально имело отдельные планки Пикатинни на ствольной коробке и цевье, но IWI произвела для него планку с плоским верхом во всю длину и нижнюю планку; два других цевья имеют интегрированные планки с плоским верхом.
X95 поставляется с возможностью замены пистолетной рукоятки на стандартную спусковую скобу Tavor Talon, традиционную спусковую скобу или любой совместимый аксессуар стороннего производителя.
X95 выпускается в нескольких вариантах (в том числе):

### Военные варианты

#### Х95
X95 выпускается под патрон 5,56 × 45 мм NATO или .300 AAC Blackout. Конфигурация .300 BLK оснащена газовым регулятором как для сверхзвуковых, так и для дозвуковых нагрузок:
- X95 330: конфигурация карабина с 330 мм стволом и общей длиной в 580 мм;
- X95 380: конфигурация штурмовой винтовки с 380 мм стволом и общей длиной в 640 мм, снята с производства и заменена на X95 419;
- X95 419: конфигурация штурмовой винтовки с 419 мм стволом и общей длиной в 670 мм;
- X95-L: полуавтоматический вариант X95, предназначенный для использования марксманами в Армии обороны Израиля. Он имеет 420 мм ствол, интегрированные сошки и выдаётся с дальнобойным прицелом[14];
- X95-GL: вариант X95 (в настоящее время всё ещё находится на вооружении ЦАХАЛа, однако не производится), на более длинный ствол с насечками можно установить гранатомет M203. С тех пор он был заменён гранатометом IWI GL 40, который можно установить на текущий стандартный плоский X95 без необходимости модификаций или дополнительных инструментов[15].

#### X95-R
X95-R выпускается под патрон 5,45 × 39 мм и может быть легко заменён на другие калибры, которые предлагает IWI:
- X95-R 330: конфигурация карабина с 330 мм стволом и общей длиной в 580 мм;
- X95-R 419: конфигурация штурмовой винтовки с 419 мм стволом и общей длиной в 670 мм.

#### X95 SMG
X95 SMG под патрон 9 × 19 мм Parabellum также доступен в виде комплекта для переоборудования:
- X95 SMG: вариант пистолета-пулемёта с 279 мм стволом и общей длиной в 580 мм;
- X95-S SMG: вариант пистолета-пулемёта X95 со встроенным глушителем с 279 мм стволом и общей длиной в 650 мм.

#### Лицензионные варианты
- Zittara: индийская версия X95, модифицированная для использования местного патрона 5,56 × 30 мм MINSAS, производимого Управлением артиллерийских заводов[5]. Однако на вооружение принят не был[5];
- Форт-223: украинская версия X95 330, легко конвертируемая в пистолет-пулемет X95 или пистолет-пулемет X95-S, производства НПО Форт[4];
- Форт-224: украинская версия X95-R 330 производства НПО Форт[4].

### Гражданские варианты

#### IWI US
Все Tavor X95, продаваемые на гражданском рынке США, являются только полуавтоматическими и поставляются с удлинённым цевьем и более толстым затыльником, чтобы соответствовать законам США об огнестрельном оружии:
- XB13SBR: версия X95 419 для США с общей длиной в 579 мм;
- XB16: версия X95 419 для США с общей длиной в 664 мм;
- XB16L: XB16 с предустановленными органами управления для левшей;
- XB16-BLK: XB16 с новым стволом калибра .300 AAC Blackout;
- XB17-9: карабин калибра 9 мм с 430 мм стволом и общей длиной в 663 мм;
- XB18 : винтовка калибра 5,56 мм с 470 мм стволом и общей длиной в 714,4 мм;
- XB18RS : винтовка калибра 5,56 мм с 470 мм стволом и общей длиной в 770 мм; встроенный постоянный дульный тормоз и магазин на 10 патронов в соответствии с законами некоторых штатов. («RS» означает Restricted State).

IWI US продаёт Tavor X95 в различных цветах, включая чёрный (B), коричневый (FD) и зелёный OD (G); Буква «В» в обозначениях винтовок может быть заменена любой из букв другого цвета.

#### IWI Canada
Все Tavor X95, продаваемые на гражданском рынке Канады, являются только полуавтоматическими и имеют длину ствола в 470 мм, чтобы соответствовать канадскому закону об огнестрельном оружии в качестве оружия без ограничений. Это даёт канадскому Tavor X95 общую длину в 720 мм. В 2021 году излишки израильских Tavor X95 начали продаваться на канадском рынке.

## Операторы

Израильские солдаты с X95

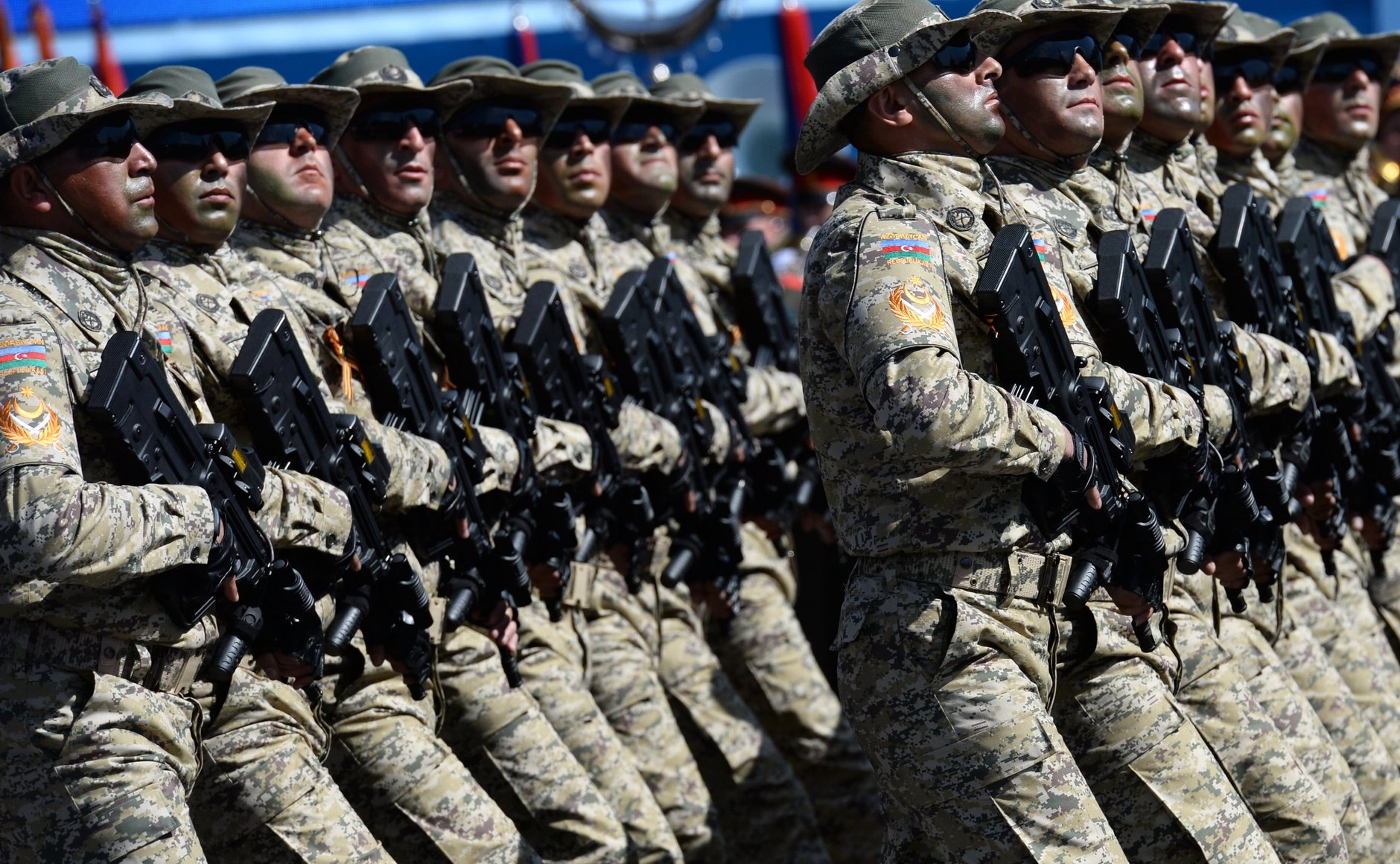
Контингент вооруженных сил Азербайджана, вооруженные X95, во время Парада Победы в Москве, 2015 г.

- Ангола: Вооружённые силы Анголы[20];
- Азербайджан: Государственная пограничная служба и Морская пехота Азербайджана[21];
- Колумбия: Национальная полиция Колумбии[22];
- Кипр: Отряды спецназа Кипра[23][24];
- Грузия: Службы безопасности[25];
- Гондурас: Армия и отрады спецназа[26];
- Индия: Центральная резервная полиция Индии (CRPF) заказала 12,000 автоматов X95, которые поступили на службу в 2011 году[5];
- Израиль: Армия обороны Израиля[27];
- Монголия: Подразделения спецназа[28];
- Марокко: Главное Управление Национальной Безопасности использует X95 с 2018 года[29];
- Северная Македония: Специальное антитеррористическое подразделение — Tiger[30];
- Филиппины: Береговая охрана[31] Национальная полиция Филиппин[32][33];
- Сенегал[34];
- Украина: НПО Форт производит X95 330 под наименованием Форт-223, а X95-R — как Форт-224.[4] Стоят на вооружении Национальной гвардии Украины[35];
- США[36].